# Neoplan Starliner
Neoplan N5218 SHD Starliner — сучасний тривісний 13-метровий автобус підвищеного комфорту перевезення марки Neoplan, що виробляється у Німеччині з 1996 року до сьогодні, значно вдосконалюючи технічні властивості.
Друге покоління Starliner представлене в 2004 році на міжнародному автосалоні в Ганновері.
Перший автобус 2-го покоління надійшов до клієнтів в травні 2005 року, останній автобус виготовлено в 2015 році.

## Перше покоління

### Технічний опис
Neoplan Starliner вважається п'ятизірковим туристичним лайнером і відповідає усім сучасним вимогам щодо продукції туристичних автобусів. Автобус 13-метровий і найчастіше тривісний (хоча у модифікації N516 — двохосний); у висоту досягає 3,9—4,0 метра, а у ширину до 2,7 метра. Пневматична підвіска забезпечує максимальний комфорт перевезень як на малій, так і на великій швидкості, і крісла встановлено на висоті понад два метри над рівнем дороги. Вважаючись «півтораповерховим», конструкція дозволяє значно розширити багажний відсік до 20 м³; має 3 склоочисники — два на нижньому лобовому склі «ховаються» за передком у спеціальний відсік, тому зверху не видні, верхній одинарний склоочисник розрахований на очищення верхньої частини скла для комфорту пасажирів. Є функція склообмивання різними видами рідин — як водою, так і піною. Передок розділений надвоє — верхня частина «ховає» розташовані один-над-одним склоочисники, на нижній розташовано по 4 потужні фари, різкоокреслений бампер та протитуманні фари. По боках розташовано по 6 габаритних вогнів; автобус має 2 двері та доволі високі сходинки до салону.
Салон виконаний за 5-зірковими стандартами — у ньому міститься від 48 до 63 парних крісел, оббитих шкірою чи замшею, крісла ортопедичні, розсуваються на 150° та можуть висуватися по спеціальних рейках на 15 сантиметрів, з 2 видами важелів розсування та зсування, на спинці кожного з них встановлено міні-столик, вішалку для одягу, попільничку і невеличкий розсуваний ящик для тримання невеликих речей; підлокітники є як у місць ближче до вікон, так і у суміжних. По усьому салону встановлено ксенонове підсвітлення та додаткові плафонові лампи. Місце водія те саме, що й пасажирське, панель приладів виконана у стилі «торпедо», тобто напівкруглою. На самому верху встановлено великий електронний годинник з синіми цифрами, на панелі розміщено багато кнопок, які легко читаються, проблема кількох важелей та багатьох функцій на них вирішена переробкою на один мультиджойстик, запрограмований як показувати повороти, включати склоочисники та давати звуковий сигнал, так і включати опалення чи кондиціонеру установку. Оскільки спеціальних дверей для водія немає, панель розтягнулася і у ліву сторону. На виступі розташовано прилади — спідометр з електронним одометром, максимальна позначка — 128 км/год (80 миль/год), тахометр (максимально — 3000 оборотів двигуна/хв), бензинометр (місткість — 480 літрів), показник розігріву двигуна (максимум — 120 °C) і інтегрована панель посередині стрілкових приладів з електронними позначками повороту/підігріву/ попередження про закінчення пального тощо. Біля місця встановлено GPS-маршрутовказівник «Blaupunkt». Також у салоні є чимало зручностей — DVD-телевізор біля кожної з секцій салону (2—5 штук на автобус) а також можливість переглядати телепередачі вживу; новітній і сучасний туалет, що міститься у задній частині салону у доволі великій кабінці; холодильник; автомат з напоями; додаткові обдувні люки; примусовий кондиціонерний обдув через стулки.

### Достоїнства та нові системи
5-зірковий автобус має чимало переваг своєї конструкції:
- ABS — антиблокувальна система
- ACC — спеціальний контроль-обмежувач за швидкістю автобуса, запрограмований на будь-яку встановлену швидкість, зазвичай не більшу від 100 км/год.
- ASR — антибуксувальна система
- BAS — додаткові гальма
- CDS — контроль вологості
- EBS — зменшення гальмового шляху
- ESP — контроль під час маневрів; попереджувально мигає у випадку можливої аварії
- EHLA — збільшує кут повороту коліс
- GPS-навігатор спеціально встановлений для запобіганню збиття з маршруту
- LGS — зменшення вібрації під час їзди бездоріжжям
- MSH — контроль максимальної швидкості під час з'їзду з гори
- XENON — газорозрядні ксенонові лампи фар

### Додаткові можливості
Автобус представляє декілька додаткових можливостей під час пересування:
- перегляд телеканалів під час поїздки «вживу» на телевізорі або перегляд фільмів на LCD
- автомат з напоями
- окрема кабінка для туалету
- кнілінг кузова
- величезний багажний відсік та його невелике збільшення
- кондиціонер потужністю 38 кВт
- величезні вхідні двері для входу двох людей одночасно
- потужний звук під час перегляду фільмів та телепередач під час подорожі
- підсвітки на краю даху; ксенонові індивідуально і сині на самому даху

### Технічні характеристики

#### Загальні дані
| Тип              | туристичний автобус           |
| Модель           | Neoplan N5218 SHD «Starliner» |
| Роки виробництва | з 1996                        |

#### Конструкція
| Габарити: Довжина/ширина/висота           | 12990/2550/3970 |
| Споряджена маса, кг                       | 17600           |
| Повна маса, кг                            | 25000           |
| Колісна база, м                           | 6,200+1,470     |
| Діаметр повороту, мм                      | 21494           |
| Передній звис, мм                         | 2920            |
| Задній звис, мм                           | 2400            |
| Кліренс, мм                               | 350             |
| Площа багажного відсіку, м³               | 11,2—20         |
| Максимальне навантаження на 1/2/3 осі, кг | 7100/11500/6000 |

#### Салон та місце водія
| Загальна пасажиромісткість   | 50—63                                          |
| Прохід між сидіннями, мм     | 2005                                           |
| Обдув                        | примусовий, 2 люки                             |
| Педаль зчеплення             | Hydro-Pneumatic + ZF booster                   |
| Кермова система              | ZF 8098 Servocom                               |
| Педаль гальма                | EBS/ASR                                        |
| Кількість LCD                | 2—5                                            |
| Матеріал сидінь              | замша, шкіра                                   |
| Освітлення                   | 3 типів, ксенонове                             |
| Потужність холодильника, кВт | 50                                             |
| Потужність кондиціонера, кВт | 38                                             |
| Додаткові опції              | Туалет, автомат з напоями, холодильник-мінібар |

#### Двигун, швидкість та хід
| Двигун                                                 | дизельний        |
| Назва двигуна                                          | MAN D2676 LOH 02 |
| Система вихлопів                                       | Євро-4           |
| Споживання бензину при 60 км/год на 100 км, л          | 28               |
| Місткість паливного бака, л                            | 480              |
| Рідина охолодження                                     | вода             |
| Потужність двигуна, кВт                                | 353              |
| Об'єм двигуна, cm³                                     | 12500ccm         |
| Кількість циліндрів, шт                                | 6                |
| Максимальна швидкість при повному завантаженні, км/год | 128              |
| Максимальна швидкість при порожньому салоні, км/год    | 143              |
| Розгін 0—60 км/год, сек                                | 19               |
| Шини                                                   | 295/80 R ″22,5   |

## Друге покоління (2004-2015)

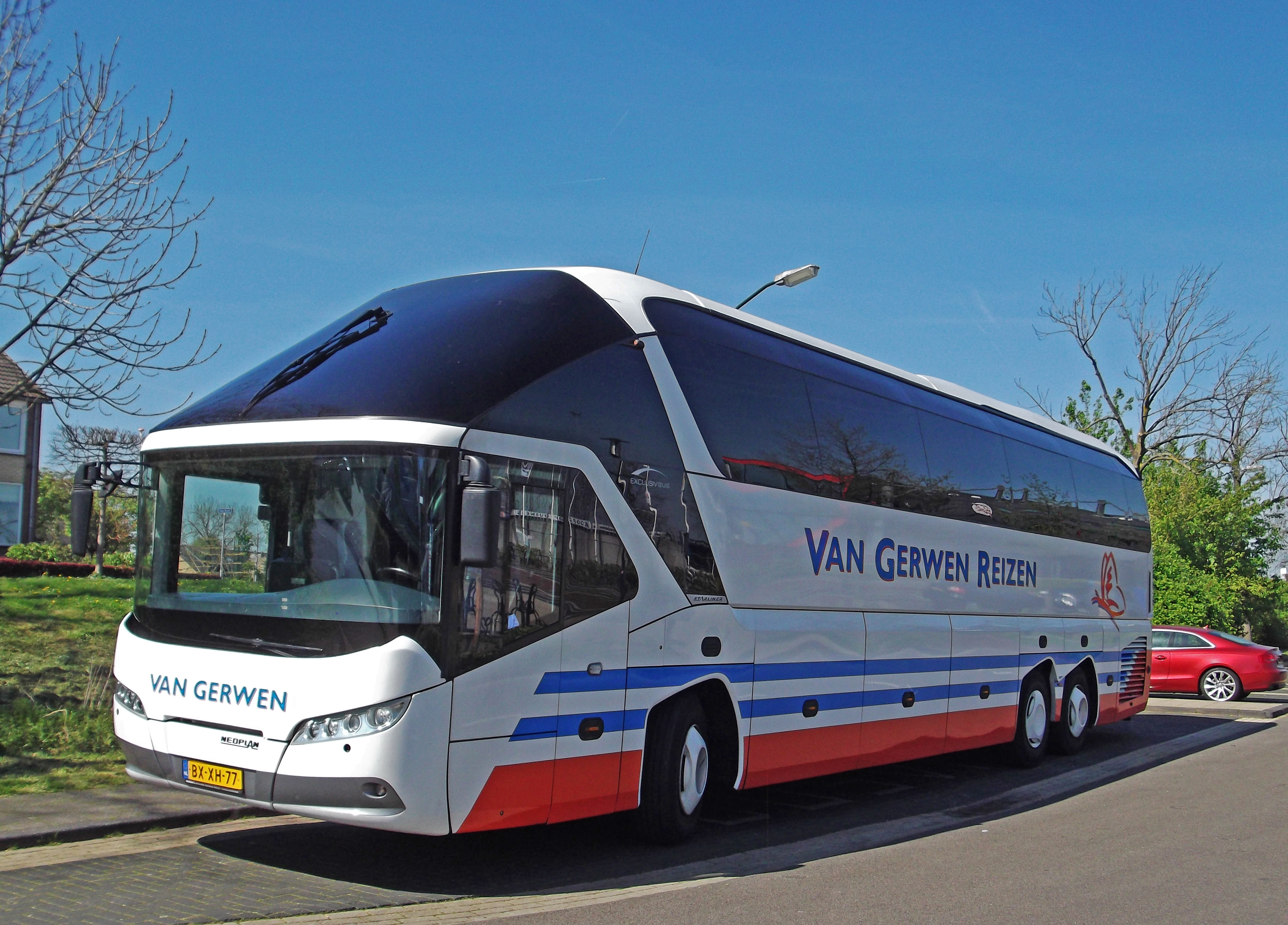
Neoplan Starliner P12 (2004-2015)

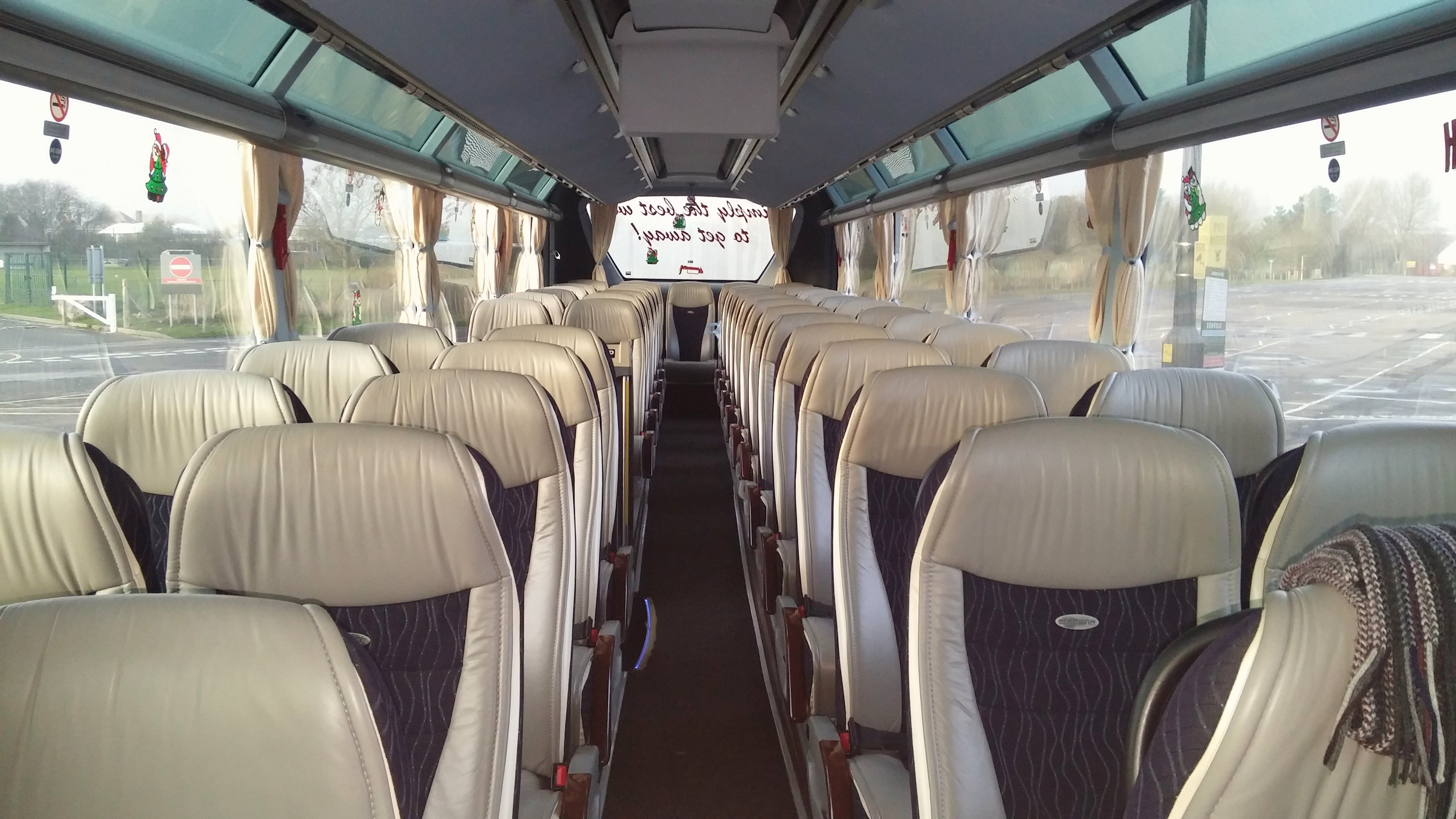

Друге і останнє покоління, Starliner 2, було представлено в 2004 році на Міжнародному автосалоні IAA.
Перший автобус другого покоління був переданий замовнику в травні 2005 року в Штутгарті.
Ширина Starliner 2 - 2,55 м і висота 3,9 м. Він доступний у двох різних довжинах: 13,99 м і 12,99 м. Обидві версії є тривісними та оснащені шестициліндровим двигуном потужністю 440 к.с. і отримали стандарт викидів Євро-4. Всі версії мають 4-зіркову класифікацію або 5-зірковий стандарт і можуть перевозити до 59-63 пасажири. Дизайн інтер'єру був спроектований дизайнером Neoplan Андреа Ліп, а дизайн передньої і задньої частин розроблений Майклом Страйчером.
Starliner 2 спочатку вироблявся і розповсюджувався в Плауен і Штутгарт (остаточна збірка), потім поки завод був закритий в Пілстінг, а потім знову в Плауен. Starliner, серед іншого, був автобусом команди Формули-1 Toyota або баскетбольної команди WALTER Tigers Tübingen.
У травні 2014 року стало відомо, що MAN хоче закрити виробництво останнього німецького заводу в Плауені в 2015 році. В той час, як виробництво Neoplan Cityliner перенесли до Туреччини, виробництво Starliner у травні 2015 року було повністю припинено.

## Див.також
- Neoplan Jumbocruiser